# Hermann von Meyer

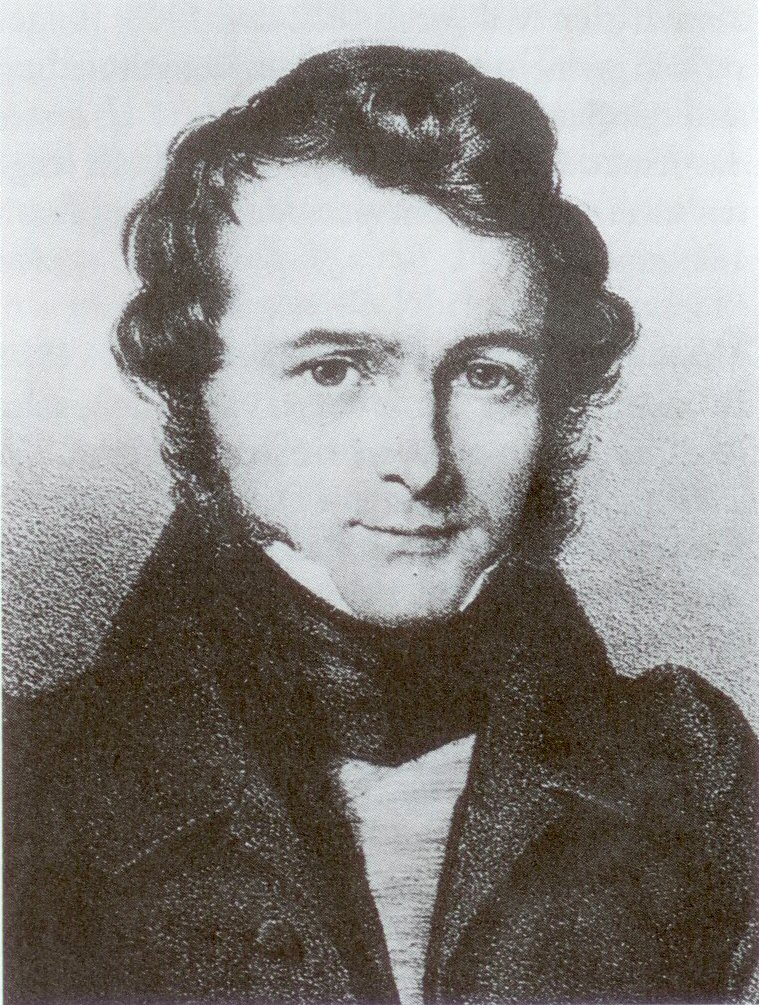
Hermann von Meyer (1801–1869)

Christian Erich Hermann von Meyer (* 3. September 1801 in Frankfurt am Main; † 2. April 1869 ebenda) gilt als Begründer der Wirbeltierpaläontologie in Deutschland.

## Leben und Werk
Von Meyer war der Sohn von Johann Friedrich von Meyer (1772–1849), einem Juristen, Politiker und evangelischen Theologen, der mit seiner Bibelübersetzung von 1819 Bekanntheit erlangte („Bibel-Meyer“). Nach dem Besuch des Frankfurter Gymnasiums studierte Hermann von Meyer Naturwissenschaften in Heidelberg, München und Berlin. 1825 wurde er Mitglied der Senckenbergischen Naturforschenden Gesellschaft und widmete sich der Paläontologie. Er suchte und untersuchte Fossilien und entwickelte die Paläontologie als eine eigenständige biologische Disziplin. Unter anderem beschrieb und benannte er Plateosaurus, eine Gattung prosauropoder Dinosaurier und, nach dem Fund einer fossilen Feder im Lithographenschiefer von Solnhofen, 1861 die Gattung Archaeopteryx, der bis heute stammesgeschichtlich älteste bekannte Vogel.
Er verfasste über 300 wissenschaftliche Beschreibungen, die sich durch große Sorgfalt und Genauigkeit auszeichnen und durch von ihm erstellte hochwertige Illustrationen ergänzt wurden. Ab 1846 gab er mit Wilhelm Dunker in Kassel Palaeontographica. Beiträge zur Naturgeschichte der Vorwelt heraus.
Neben seiner wissenschaftlichen Tätigkeit bekleidete er zahlreiche öffentliche Ämter. Er war beim Deutschen Bundestag in Frankfurt am Main ab 1837 als „Bundeskassen-Controleur“ und ab 1863 als „Bundescassier“ tätig. Im Deutschen Krieg 1866 entzog er die Bundeskasse dem Zugriff der preußischen Armee und verbrachte sie nach Ulm, später nach Augsburg. Nach Kriegsende wurde er mit der Liquidation der Kasse beauftragt und anschließend mit den übrigen Bundesbeamten pensioniert.

## Ehrungen und Mitgliedschaften
Hermann von Meyer war Mitglied der Gesellschaft Deutscher Naturforscher und Ärzte. Im Jahr 1829 wurde er zum Mitglied der Leopoldina gewählt. 1845 erhielt er die Ehrendoktorwürde der philosophischen Fakultät der Universität Würzburg. 1858 wurde ihm von der Geological Society of London die Wollaston-Medaille verliehen. 1860 wurde er zum korrespondierenden Mitglied der Göttinger Akademie der Wissenschaften und auch zum Mitglied der American Philosophical Society gewählt. Seit 1863 trägt ein Berg in Neuseeland ihm zu Ehren den Namen Mount Meyer.